# Џексонборо (Јужна Каролина)
Џексонборо (енгл. Jacksonboro) насељено је место без административног статуса у америчкој савезној држави Јужна Каролина.

## Демографија
По попису из 2010. године број становника је 478.
| Група             | 2000.    | 2010.       |
| Белци             | 0 (0,0%) | 155 (32,4%) |
| Афроамериканци    | 0 (0,0%) | 318 (66,5%) |
| Азијати           | 0 (0,0%) | 0 (0,0%)    |
| Хиспаноамериканци | 0 (0,0%) | 3 (0,6%)    |
| Укупно            | 0        | 478         |